# 因河畔韦恩施泰因
因河畔韦恩施泰因是奥地利上奥地利州谢尔丁县的一个市镇。总面积16平方公里，总人口1595人，人口密度99.7人/平方公里（2005年）。